# DM i landevejscykling – Enkeltstart (herrer)
Danmarksmesterskaberne i enkeltstart for elite herrer er en årligt tilbagevendende begivenhed i dansk cykelsport, som for første gang blev afholdt i 1905. Løbet bliver afholdt i slutningen af juni.

## Vindere
| År   | Vinder                     | Toer                       | Treer                  |
| ---- | -------------------------- | -------------------------- | ---------------------- |
| 1905 | H. P. Hansen               | Valdemar Nielsen           | Carl Andreasen         |
| 1907 | Olaf Hansen                | K. Lihn                    | Hans Hansen            |
| 1908 | Carl Hansen                |                            |                        |
| 1909 | Hans Olsen                 | Christian Damm             | Fritjof Rosted         |
| 1910 | Carl Andreasen             | Louis Petersen             | O. Meyland Schmidt     |
| 1913 | Olaf Hansen                | A. K. Andersen             | Holger Malmgren        |
| 1915 | Holger Malmgren            | Christian Johansen         | Olaf Hansen            |
| 1916 | Holger Malmgren            | Carl Mortensen             | E. Biilgreen           |
| 1917 | Christian Frisch           | A. K. Andersen             | Carl Mortensen         |
| 1918 | Carl Mortensen             | Willum Nielsen             | Henry F. Petersen      |
| 1919 | Carl Mortensen             | Marino Nielsen             | Christian Frisch       |
| 1920 | Ahrensborg Clausen         | Christian Johansen         | Willum Nielsen         |
| 1921 | Henry Hansen               | Ahrensborg Clausen         | Arthur Larsen          |
| 1922 | Albert Månsson             | Hans Petersen              | Johannes Rasmussen     |
| 1923 | Henry Hansen               | Albert Månsson             | Marino Nielsen         |
| 1924 | Erik Andersen              | Henry Hansen               | Albert Månsson         |
| 1925 | Henry Hansen               | Eigil Jensen               | Edvin Nielsen          |
| 1926 | Poul Bergenhammer Sørensen | Marino Nielsen             | Orla Jørgensen         |
| 1927 | Poul Bergenhammer Sørensen | Leo Nielsen                | Otto Nielsen           |
| 1929 | Finn Nymann                | Poul Bergenhammer Sørensen | Olaf Clausen           |
| 1930 | Henry Hansen               | Leo Nielsen                | Erik Andersen          |
| 1931 | Frode Sørensen             | Leo Nielsen                | Henry Brask Andersen   |
| 1932 | Frode Sørensen             | Leo Nielsen                | Knud Jacobsen          |
| 1933 | Werner Grundahl            | Henry Jørgensen            | Tage Møller            |
| 1934 | Leo Nielsen                | Frode Sørensen             | Tage Møller            |
| 1935 | Frode Sørensen             | Werner Grundahl            | Knud Jacobsen          |
| 1946 | Knud Andersen              | Rudolf Rasmussen           | Børge Saxil Nielsen    |
| 1947 | Christian Pedersen         | Rudolf Rasmussen           | Jørgen Poulsen         |
| 1971 | Gunnar Asmussen            | Jørgen Schmidt             | Benny Pedersen         |
| 1972 | Reno B. Olsen              | Jørn Lund                  | Jørgen Timm            |
| 1973 | Reno B. Olsen              | Ivar Jakobsen              | Jørn Lund              |
| 1974 | Jørgen Timm                | Jørgen Marcussen           | Kjell Rodian           |
| 1975 | Jørgen Marcussen           | Jørgen Schmidt             | Torben Hjorth          |
| 1976 | Jørgen Timm                | Jørn Lund                  | Henning Larsen         |
| 1977 | Per Rydicher               | Hans-Henrik Ørsted         | Jørgen Timm            |
| 1978 | Hans-Henrik Ørsted         | Jørgen V. Pedersen         | Per Sandahl Jørgensen  |
| 1979 | Per Sandahl Jørgensen      | Jørgen V. Pedersen         | Lars Udby              |
| 1980 | Hans-Henrik Ørsted         | Per Kjærsgaard             | Michael Marcussen      |
| 1981 | Michael Marcussen          | Henning Larsen             | Jørgen V. Pedersen     |
| 1982 | Per Sandahl Jørgensen      | Jesper Worre               | Jørgen V. Pedersen     |
| 1983 | Jørgen V. Pedersen         | Michael Marcussen          | Henning Larsen         |
| 1984 | Jørgen V. Pedersen         | Michael Marcussen          | Jesper Skibby          |
| 1985 | Jesper Skibby              | Tom Dalkvist               | Alex Pedersen          |
| 1986 | René W. Andersen           | Tom Dalkvist               | Alex Pedersen          |
| 1987 | Peter Meinert              | Claus Michael Møller       | Tom Dalkvist           |
| 1988 | Peter Meinert              | Michael Guldhammer         | Tommy Nielsen          |
| 1989 | Peter Meinert              | Peter Clausen              | Tom Dalkvist           |
| 1990 | Brian Holm                 | Søren Lilholt              | Alex Pedersen          |
| 1991 | Claus Michael Møller       | Jan Bo Petersen            | Michael Guldhammer     |
| 1992 | Jørgen Bligaard            | Jørgen Bo Petersen         | Jan Bo Petersen        |
| 1993 | Claus Michael Møller       | Jens Knudsen               | Alex Pedersen          |
| 1994 | Jan Bo Petersen            | Henrik Jacobsen            | Tom Dalkvist           |
| 1995 | Jan Bo Petersen            | Michael Steen Nielsen      | Jimmi Madsen           |
| 1996 | Bjarne Riis                | Jan Bo Petersen            | Michael Blaudzun       |
| 1997 | Michael Sandstød           | Bjarne Riis                | Peter Meinert          |
| 1998 | Michael Sandstød           | Peter Meinert              | Michael Steen Nielsen  |
| 1999 | Michael Sandstød           | Jesper Skibby              | Michael Steen Nielsen  |
| 2000 | Michael Sandstød           | Michael Blaudzun           | Bekim Christensen      |
| 2001 | Michael Blaudzun           | Jørgen Bo Petersen         | Bjarke Nielsen         |
| 2002 | Michael Sandstød           | Lennie Kristensen          | Michael Blaudzun       |
| 2003 | Michael Blaudzun           | Jørgen Bo Petersen         | Brian Vandborg         |
| 2004 | Michael Sandstød           | Frank Høj                  | Brian Vandborg         |
| 2005 | Michael Blaudzun           | Brian Vandborg             | Lars Bak               |
| 2006 | Brian Vandborg             | Jacob Moe Rasmussen        | Allan Johansen         |
| 2007 | Lars Bak                   | Brian Vandborg             | Jacob Kollerup         |
| 2008 | Lars Bak                   | Frank Høj                  | Michael Blaudzun       |
| 2009 | Lars Bak                   | Alex Rasmussen             | Jakob Fuglsang         |
| 2010 | Jakob Fuglsang             | Alex Rasmussen             | Michael Mørkøv         |
| 2011 | Rasmus Quaade              | Jakob Fuglsang             | Mads Christensen       |
| 2012 | Jakob Fuglsang             | André Steensen             | Michael Mørkøv         |
| 2013 | Brian Vandborg             | Rasmus Quaade              | Rasmus Sterobo         |
| 2014 | Rasmus Quaade              | Christopher Juul-Jensen    | Michael Valgren        |
| 2015 | Christopher Juul-Jensen    | Rasmus Quaade              | Mads Würtz Schmidt     |
| 2016 | Martin Toft Madsen         | Michael Valgren            | Kasper Asgreen         |
| 2017 | Martin Toft Madsen         | Kasper Asgreen             | Mikkel Bjerg           |
| 2018 | Martin Toft Madsen         | Mikkel Bjerg               | Rasmus Quaade          |
| 2019 | Kasper Asgreen             | Martin Toft Madsen         | Johan Price-Pejtersen  |
| 2020 | Kasper Asgreen             | Martin Toft Madsen         | Frederik Muff          |
| 2021 | Kasper Asgreen             | Mikkel Bjerg               | Martin Toft Madsen     |
| 2022 | Mathias Norsgaard          | Magnus Cort                | Mattias Skjelmose      |
| 2023 | Kasper Asgreen             | Mattias Skjelmose          | Mikkel Norsgaard Bjerg |
| 2024 | Mattias Skjelmose          | Kasper Asgreen             | Mikkel Norsgaard Bjerg |
| 2025 | Mads Pedersen              | Niklas Larsen              | Kasper Asgreen         |